# Fauna de España

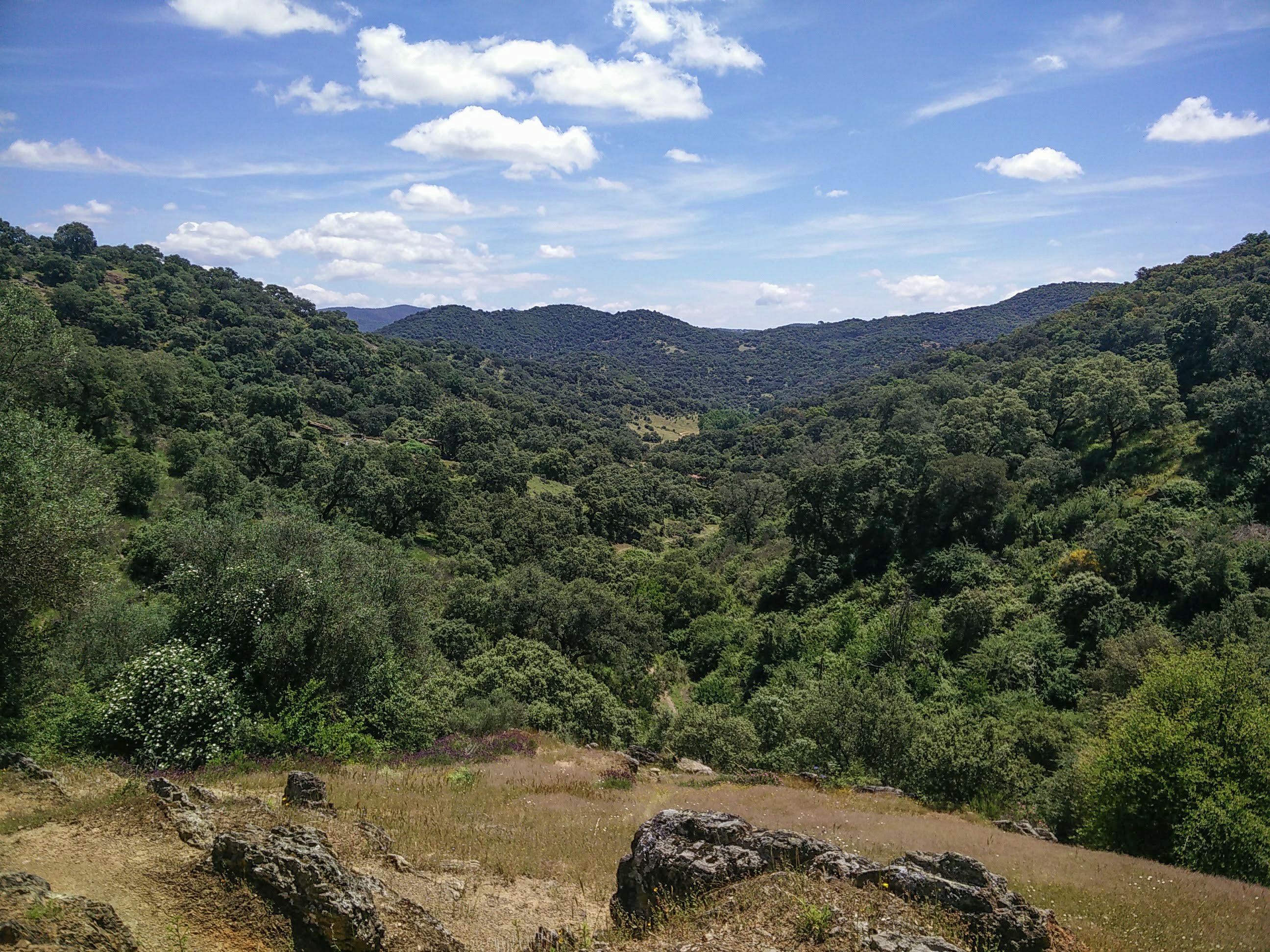
Sierra Norte de Sevilla, en Sierra Morena, enclave de bosque mediterráneo que alberga una rica fauna autóctona

La fauna de España presenta una amplia diversidad que se debe en gran parte la posición geográfica de la península ibérica, entre el Atlántico y el Mediterráneo; y entre África y Eurasia, y la gran diversidad de hábitats y biotopos, consecuencia de una variedad considerable de climas y regiones bien diferenciadas.
Ciertas especies autóctonas se han extendido por todo el mundo, como lo hizo en la Antigüedad el conejo (Oryctolagus cuniculus), animal que en la tradición romana dio nombre a la propia España, o el canario (Serinus canaria) en la Edad Moderna.
Dentro de Europa, España tiene una alta diversidad biológica y alberga el mayor número de vertebrados (unas 570 especies) de todos los países europeos.

## Península ibérica

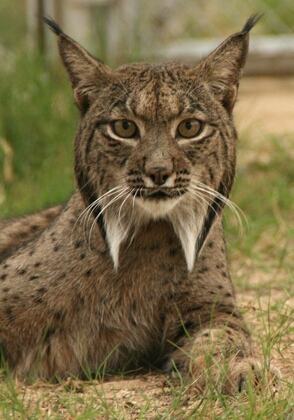
Lince ibérico

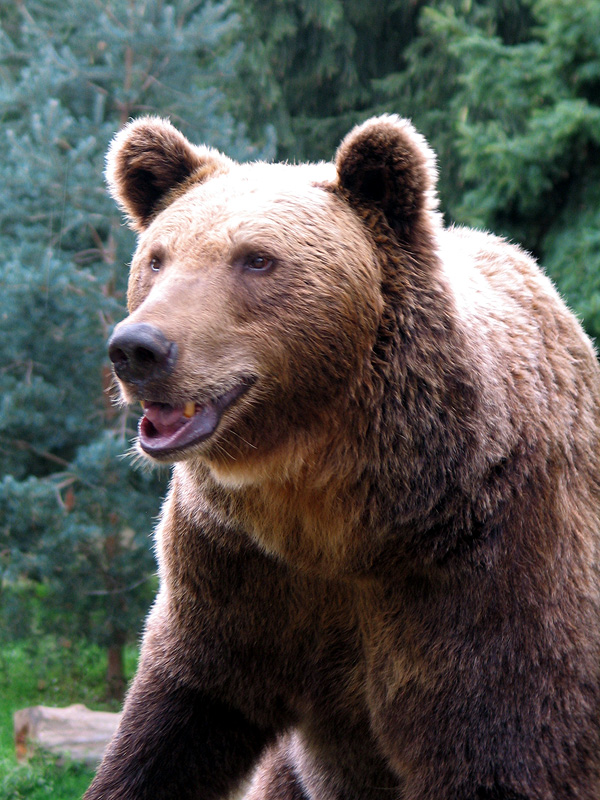
Oso pardo

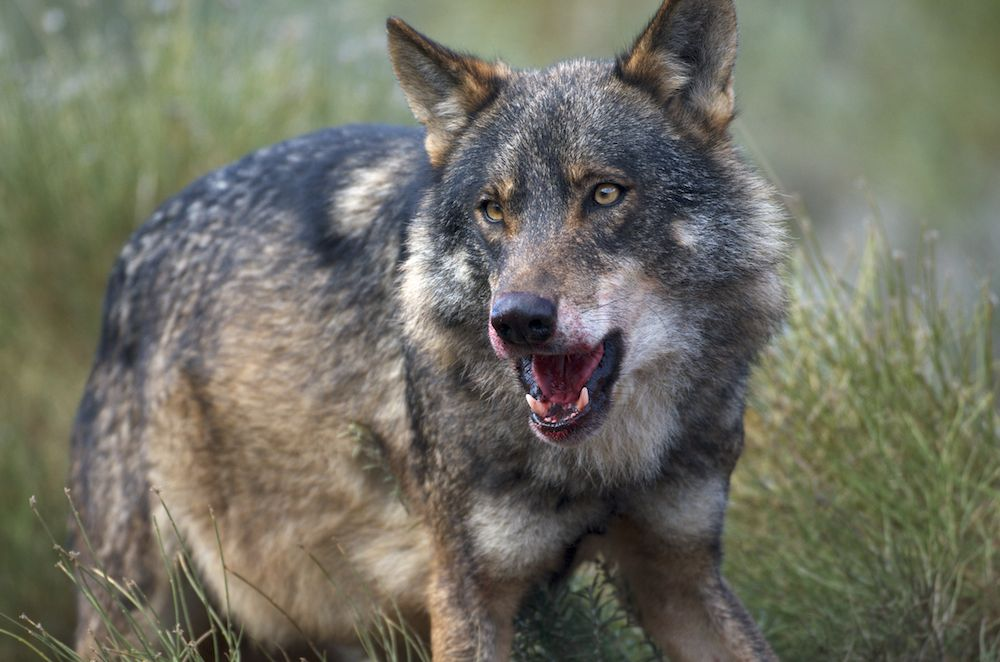
Lobo ibérico

En la península ibérica es posible encontrar especies desaparecidas en otras regiones europeas. Se debe a que históricamente ha sido un territorio escasamente poblado si se lo compara con países como Alemania, Gran Bretaña o Italia, todos ellos de menor extensión, y a la tardía industrialización, que hizo que el declive de numerosas especies y la extinción de algunas otras fuera un fenómeno documentado a lo largo del siglo XX. También hay que destacar la gran cantidad de especies presentes debido a la influencia de la fauna africana (camaleón común, tortuga mora, corredor, erizo moruno, gineta, calamón, meloncillo, etc.).
Entre los grandes carnívoros destacan dos especies desaparecidas de buena parte de Europa Occidental: el oso pardo, que sobrevive en la cordillera Cantábrica y en ciertos enclaves pirenaicos, y el lobo ibérico, subespecie endémica de la Península. Aunque el carnívoro más emblemático es sin duda el lince ibérico, el félido más amenazado de todo el continente europeo. Mucho más numerosas son las poblaciones de gato montés, de zorro rojo y las de algunos mustélidos: el tejón, el turón y la comadreja; algo menos numerosas son las de nutria, marta y garduña. Los vivérridos están representados por la gineta; y los herpéstidos, por el meloncillo.
Los herbívoros están representados por especies bastante extendidas, como algunos cérvidos: el ciervo común, el gamo y el corzo. Hay poblaciones endémicas de cabra montés y reductos pirenaicos y cantábricos de rebeco. También está ampliamente extendido el jabalí. En los últimos años se está haciendo un fuerte esfuerzo por recuperar al bisonte europeo,que es criado en reservas en los pirineos y en Castilla y León.
Tienen una buena representación varias especies mediterráneas de insectívoros: musarañas (Crocidura russula, Suncus etruscus), musgaño de Cabrera, topo ibérico, el raro desmán de los Pirineos; roedores: ardilla roja, lirón careto, topillos; lagomorfos (destacan endemismos como la liebre ibérica y la liebre de piornal), quirópteros (Myotis capaccinii, Myotis myotis, Pipistrellus pipistrellus, Tadarida teniotis, nóctulo común, Hypsugo savii) y algo menores de pinnípedos y cetáceos.
El número de especies de aves en la península ibérica es muy elevado en comparación al de otras faunas europeas. Esto es debido no sólo a su posición geográfica o a su diversidad regional y de biotopos, sino también al hecho de que diferentes especies propias del norte europeo o del África subsahariana invernan o nidifican en varias zonas de la Península. Además es posible el avistamiento de otras muchas que utilizan el estrecho de Gibraltar como paso de sus migraciones entre Europa y África.
Entre las grandes rapaces destacan carroñeros como el amenazado buitre negro o el quebrantahuesos. Más abundantes son las poblaciones de alimoche y buitre leonado. También en peligro se encuentra la emblemática águila imperial ibérica. En las montañas y bosques españoles aún habitan poblaciones de gavilanes, azores, elanios, alcotanes, águilas reales, calzadas, perdiceras, culebreras, esmerejón, halcón peregrino, halcón abejero... En las llanuras cerealistas se dan los aguiluchos, los ratoneros, milanos negros y reales. En pueblos y ciudades habitan cernícalos y lechuzas. También hay poblaciones de águila pescadora, búho real, búho chico, lechuza campestre, cárabo, autillo, mochuelo.

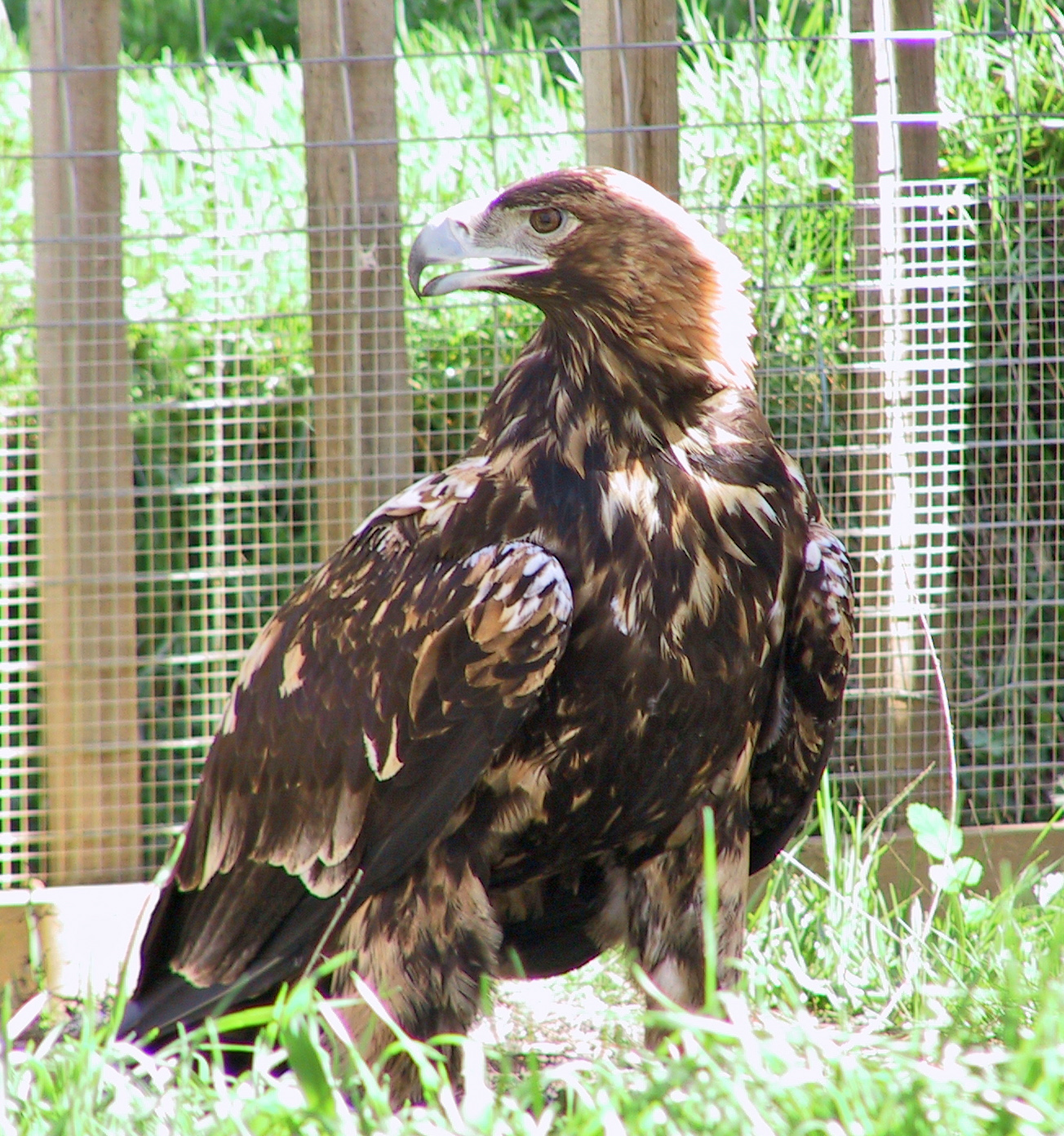
Águila imperial ibérica

Los numerosísimos passeriformes cuentan con especies significativas, como el gorrión moruno. Los córvidos también están bien representados: urraca, arrendajo, graja, corneja, cuervo, rabilargo, chova piquirroja, chova piquigualda, grajilla. El abejaruco y la carraca revelan la cercanía del continente africano a la península una vez más.
Los Ciconiiformes cuentan con un variado conjunto de ardeidos (garza imperial, garza real, garcilla bueyera, garceta común, garcilla cangrejera, garza blanca, martinete común) y dos especies significativas: la abundante cigüeña blanca y la menos frecuente cigüeña negra.
Las llanuras cerealistas y los parajes semiáridos de las estepas ibéricas son el hábitat de la avutarda, el sisón, la ganga, la ortega y el alcaraván. En Canarias, principalmente en Lanzarote y Fuerteventura, habita el corredor y la hubara.
Las costas y ríos albergan a una gran variedad de limícolas, láridos, cormoranes y anátidas. Aquí hay que señalar la relevancia de especies como la gaviota de Audouin, la pardela cenicienta, el paíño europeo, la focha cornuda, los araos y alcas, etc. Las anátidas cuentan con especies comunes como el ánade real, ánade friso, cerceta común, ánade rabudo, porrón pardo, el pato cuchara, y otras más escasas como el tarro canelo o el tarro blanco.
Sin contar las observaciones accidentales o raras, la avifauna de la península consta de 352 especies, de las cuales dos son endémicas (águila imperial) y el rabilargo ibérico, nueve se encuentran globalmente amenazadas de extinción, siete fueron introducidas por el hombre y una más fue reintroducida tras haberse extinguido en la zona.

## Islas Canarias

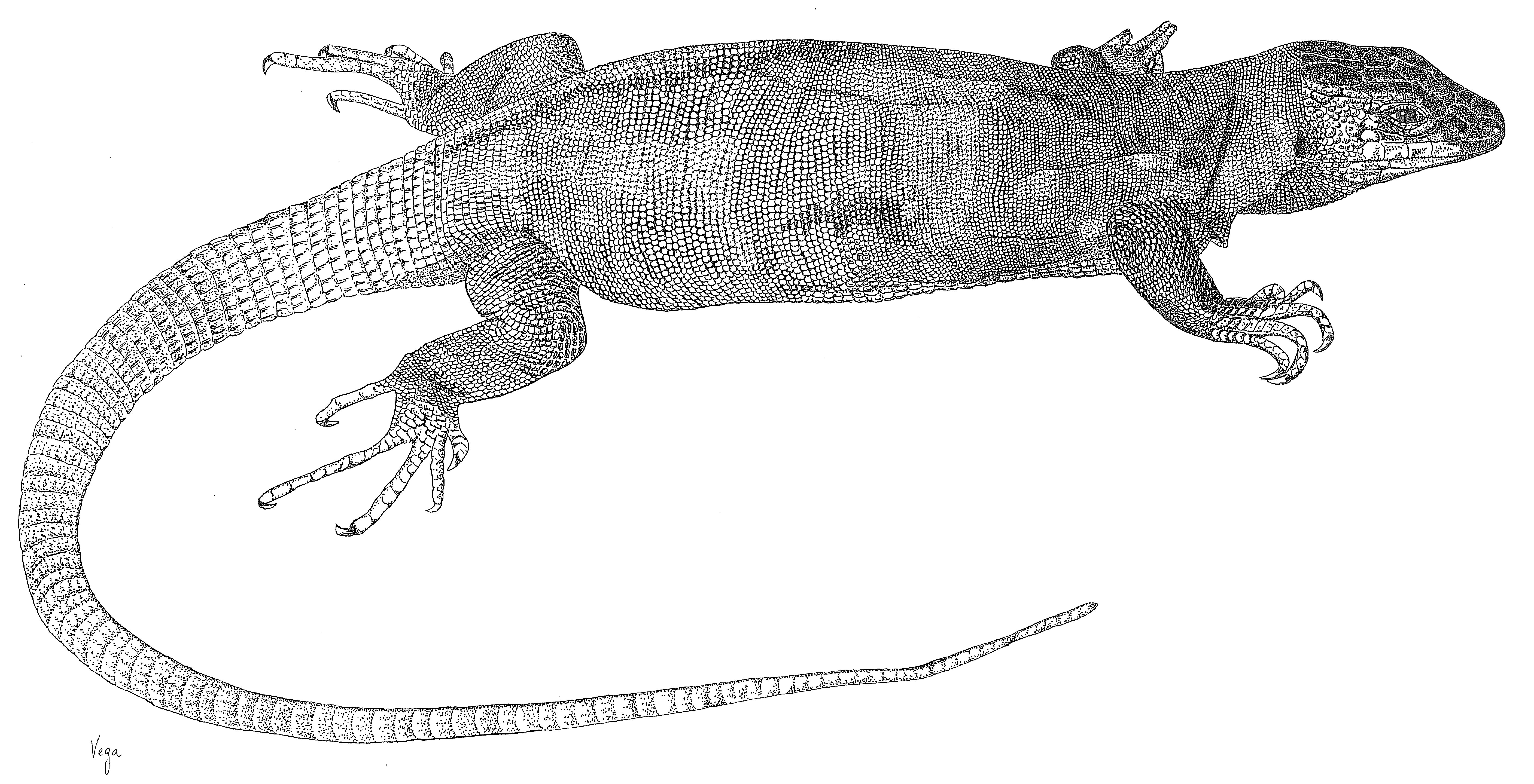
Lagarto Gigante de El Hierro

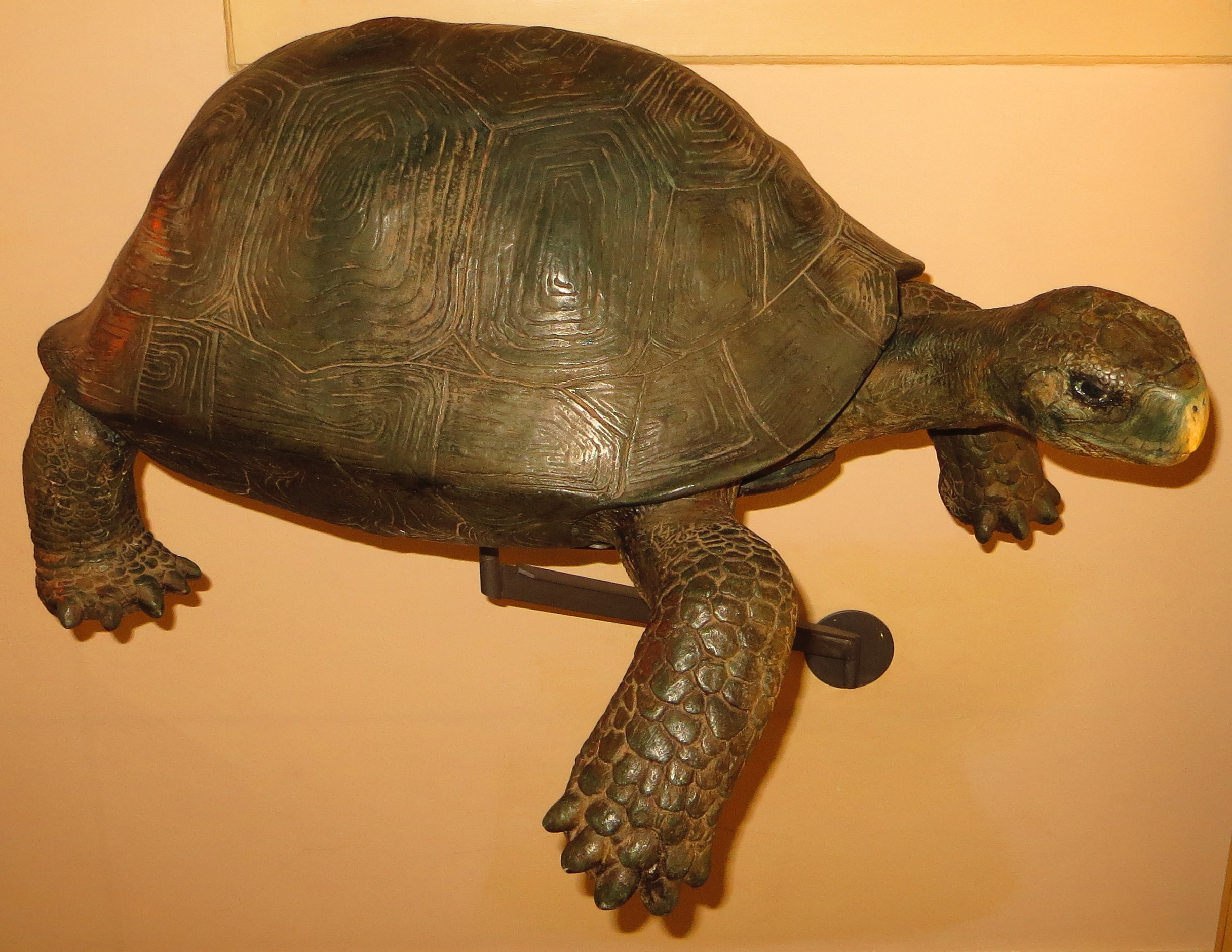
Reconstrucción de la extinta tortuga gigante de Tenerife, Centrochelys burchardi

La diversidad se dispara al sumar la fauna rica en endemismos de las islas. Son exclusivas de Canarias las palomas de la laurisilva (Columba bollii; Columba junoniae), la tarabilla canaria (Saxicola dacotiae), la hubara canaria (Chlamydotis undulata), el mosquitero canario (phylloscopus canariensis), el reyezuelo de Tenerife (Regulus teneriffae) y el pinzón azul con dos especies (Fringilla teydea) de Tenerife, y en Gran Canaria (Fringilla polatzeki); también existen subespecies de cernícalos, herrerillos, pájaros picapinos... y una subespecie de guirre (Neophron percnopterus majorensis) presente en Fuerteventura y Lanzarote.
Entre los mamíferos endémicos destacan entre otros el murciélago orejudo canario (Plecotus teneriffae) que habita en las islas de Tenerife, La Palma, El Hierro y posiblemente en La Gomera. Es también endémica de Fuerteventura y Lanzarote la musaraña canaria (Crocidura canariensis) y la Crocidura russula osorio, una subespecie de musaraña gris endémica de Gran Canaria.
No hay anfibios endémicos en Canarias, están introducidas por épocas históricas la rana de San Antonio (Hyla arborea) y la rana de Pérez (Rana perezii), los reptiles están bien representados con un importante número de endemismos entre los que se cuentan el perenquén (Tarentola boettgeri) de las cuales presentan las subespecies Tarentola boettgeri boettgeri de Gran Canaria y la de El Hierro Tarentola boettgeri hierrensis y las especies endémicas como son el perenquén de Delalande o perenquén de Tenerife (Tarentola delalandii) endémicas de Tenerife y La Palma, la Tarentola angustimentalis o perenquén majorero, propio de Lanzarote y Fuerteventura y por último el perenquén de La Gomera (Tarentola gomerensis), también destacamos las diversas especies del género Gallotia, como los amenazados lagartos gigantes de El Hierro (Gallotia simonyi), el lagarto gigante de La Gomera (Gallotia bravoana) el lagarto canario moteado o lagarto gigante de Tenerife (Gallotia intermedia), el lagarto gigante de La Palma (Gallotia auaritae), el lagarto gigante de Gran Canaria (Gallotia stehlini) y el lagarto de Haría (Gallotia atlantica) propio de Lanzarote y Fuerteventura; por último destacamos a las especies del género Chalcides, estas se encuentran en todas las islas con excepción de La Palma, cuenta con dos especies endémicas, el Chalcides sexlineatus o lisa grancanaria o también llamada lisa variable, es propia de Gran Canaria; y el Chalcides viridanus o lisa dorada, endémica de Tenerife, La Gomera y El Hierro.
Como muchas islas y archipiélagos del mundo, en las Islas Canarias también se dio el denominado Gigantismo insular. Entre las especies gigantes extintas destaca el lagarto gigante que habitaba Tenerife y posiblemente La Gomera llamado Gallotia goliath, el cual habitó desde el Holoceno hasta el siglo XV y que se extinguió debido a las acciones de los humanos. Dicho espécimen podía alcanzar una longitud de 120 a 125 centímetros. Entre los mamíferos extintos destacan los roedores llamados: Canariomys bravoi y Canariomys tamarani o ratas gigantes de Tenerife y Gran Canaria, de las cuales, la primera de ellas podía alcanzar el tamaño de un conejo. También destaca entre las especies extintas, las tortugas gigantes de Tenerife y Gran Canaria: Centrochelys burchardi y Centrochelys vulcanica respectivamente. Se trataba de tortugas terrestres de gran tamaño, similar a las que actualmente se encuentran en algunos archipiélagos oceánicos como las islas Galápagos en el océano Pacífico y las islas Seychelles en el océano Índico.

## Islas Baleares
En Baleares aparece el ferreret (Alytes muletensis) y la pardela balear (Puffinus mauretanicus)

## Norte de África

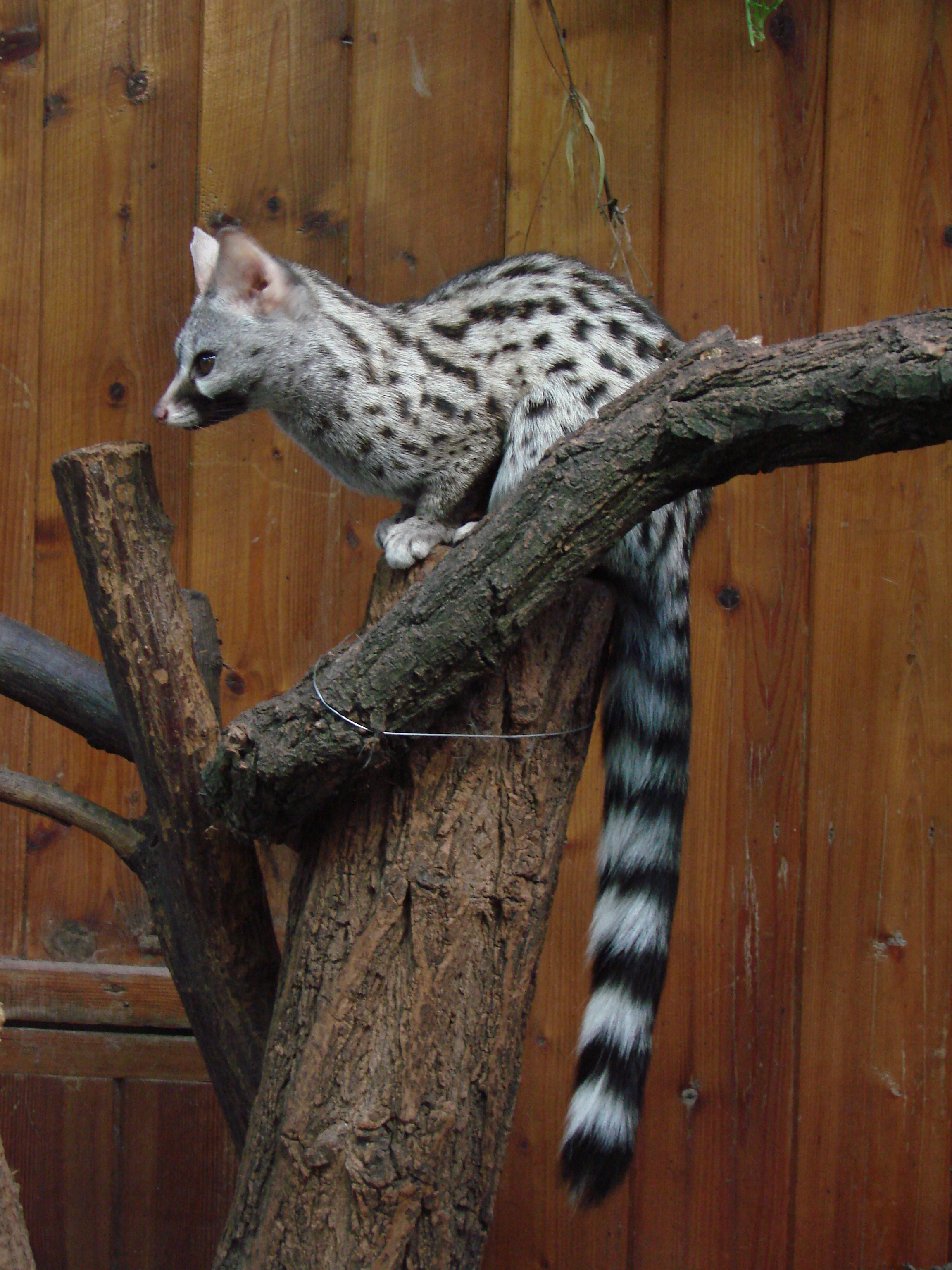
Genetta genetta

La fauna norteafricana tiene importantes elementos característicos que la diferencian de la fauna ibérica. Los territorios españoles transfretanos, (Ceuta, Melilla e islotes norteafricanos), a pesar de su reducida extensión suponen un importante punto de diversidad en la fauna de España.
La mayor parte de los registros sobre vertebrados de estos territorios coinciden con su actual delimitación administrativo (son posteriores a 1984). Sin embargo, un importante número de especies se recolectaron durante la época del protectorado español en Marruecos para colecciones museísticas o se citan en la bibliografía como localidad de captura territorios españoles, sin que realmente formen parte de su área de distribución. Al igual que sucede con taxones de flora e invertebrados, es probable que nunca hayan estado presentes en estos territorios, ya que el topónimo de Ceuta o Melilla en el pasado hizo referencia a una zona mucho más amplia que la actual extensión de ambas ciudades hoy en día.
Entre los mamíferos destacan el muflón (Ovis orientalis musimon), arrui (Ammotragus lervia), meloncillo (Herpestes ichneumon), gineta (Genetta genetta), gato montés africano (Felis silvestris lybica), erizo moruno (Atelerix algirus), liebre magrebí (Lepus schlumbergeri), asarfif (Elephantulus rozeti) y la musaraña magrebí (Crocidura whitakeri).
Además hay descritas 32 especies de anfibios y reptiles terrestres

## Mares y costas
Las costas españolas están bañadas por el mar Mediterráneo y el océano Atlántico. La diversidad marina es notable en todos casi los grupos de vertebrados y entre los invertebrados.

### Peces marinos
La riqueza de peces en las costas españolas es notable debido a la importante superficie de las mismas y a estar bañadas por dos mares de características muy diferentes (extensión, corrientes, temperaturas, etc.) que albergan por ello diferente fauna ictiológica.

### Reptiles marinos
En aguas españolas se pueden encontrar cinco especies de tortugas marinas:
- Familia Dermochelyidae:
  - Tortuga laúd
- Familia Cheloniidae:
  - Tortuga boba
  - Tortuga verde
  - Tortuga golfina o lora
  - Tortuga de carey

### Mamíferos marinos

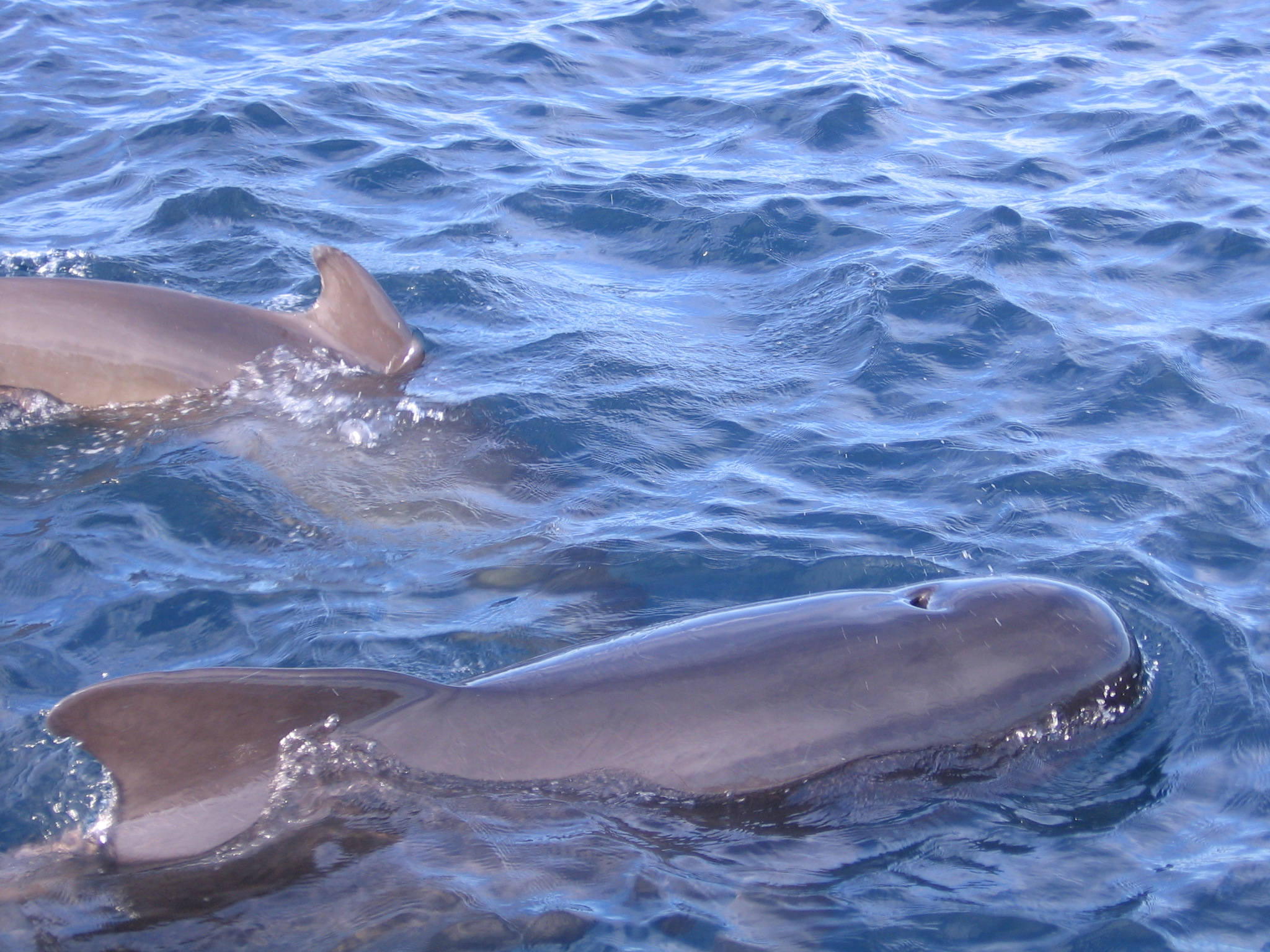
Calderones en el estrecho de Gibraltar

Mamíferos marinos representados en las costas españolas (Mediterráneo occidental, costa cantábrica y archipiélago canario).
Cetáceos: Rorcual aliblanco (Atl.), Ballena azul (Atl.), Ballena de aleta (Atl. y Medit.), Rorcual norteño (Atl. y Medit.), Rorcual tropical (Atl.), Yubarta (Atl. y Medit.), Ballena vasca (Atl.), Cachalote (Atl. y Medit.), Cachalote pigmeo (Atl.), Cachalote enano (Atl.), Zifio de Cuvier (Atl. y Medit.), Zifio de Sowerby (Atl.), Mesoplodon de Balinville (Atl. y Medit.), Zifio de True (Atl.), Zifio de Gervais (Atl.), Calderón de hocico boreal (Atl.), Delfín común (Atl. y Medit.), Delfín listado (Atl. y Medit.), Delfín mular (Atl. y Medit.), Delfín de Risso (Atl. y Medit.), Calderón Común (Atl. y Medit.), Calderón de aleta corta (Atl.), Falsa orca (Atl. y Medit.), Orca (Atl. y Medit.), Delfín de flancos blancos ati. (Atl.), Delfín de hocico blanco (Atl.), Delfín de dientes rugosos (Atl.), Marsopa común (Atl.)
Pinnípedos: Foca gris, foca común, foca fraile

## Razas domésticas autóctonas

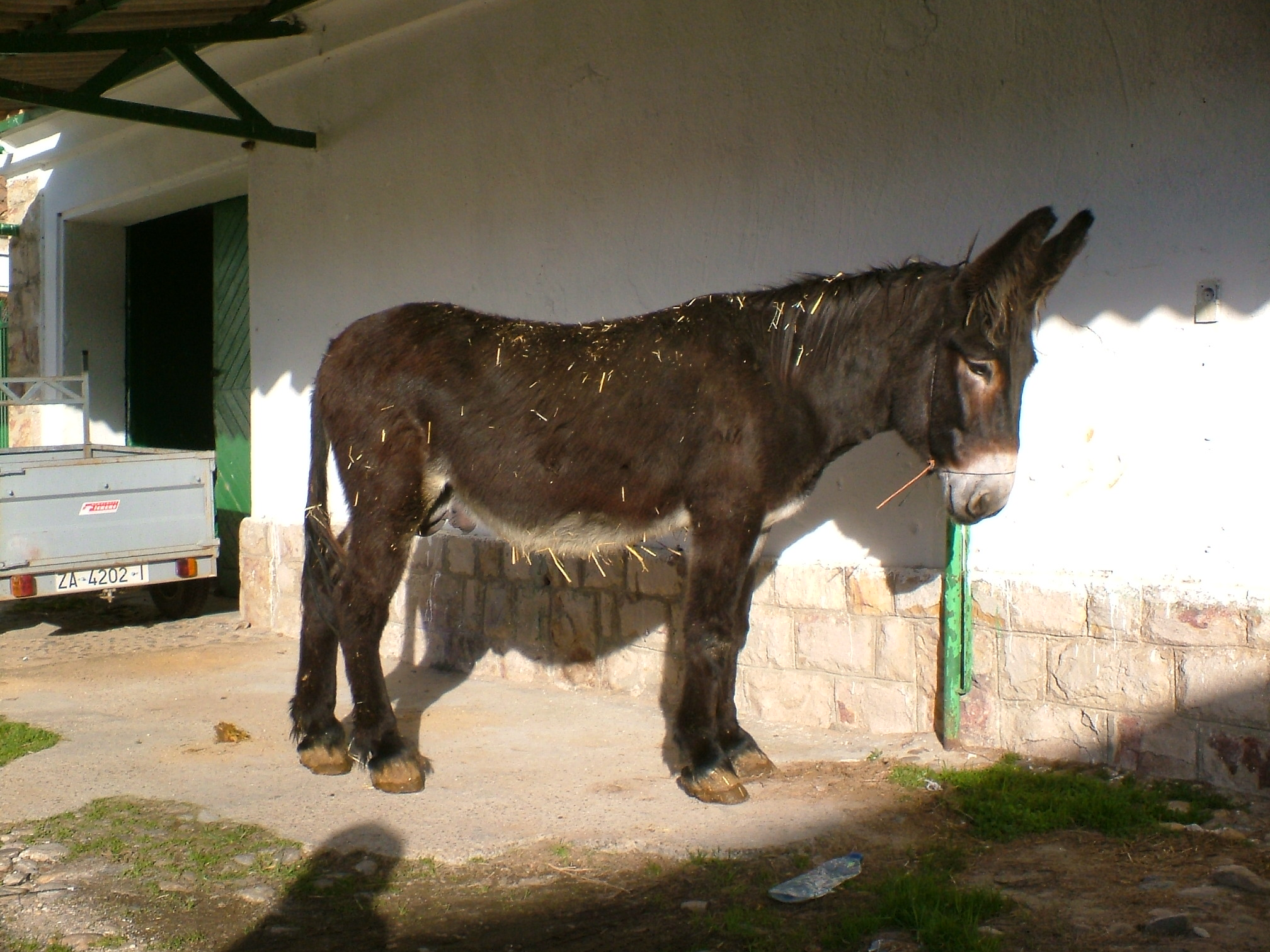
Asno zamorano

Actualmente existen por el todo el territorio español una serie de razas autóctonas de animales domésticos con diferencias notables en cuanto a número y grado de conservación. Destacan las razas ovinas (oveja merina, oveja lacha, oveja xalda, churra tensina, colmenareña, segureña, ojalada, sasi ardi, roja levantina, ovella galega, canaria, canaria con pelo, palmera, vacunas (toro de lidia, blanca cacereña, retinta, pajuna, tudanca, rubia gallega, alistana-sanabresa, morucha, negra avileña, betizu, vaca canaria, vaca palmera), caprinas (payoya, tinerfeña del norte, tinerfeña del sur, cabra majorera, cabra palmera, retinta extremeña, azpi gorri, cabra pitiusa) y porcinas (cerdo ibérico, cerdo negro canario, euskal txerria, porco celta, chato murciano, torbiscal)además la única raza autóctona de camello de España, el camello canario. 
También existen varias razas autóctonas de burros (Andaluza-cordobesa, Asno zamorano-leonesa, Asno de Encartamientos, catalán, burro majorero), caballos (Pottoka, asturcón, caballo andaluz, jaca navarra, raza losina), palomas (colom gavatxut, colom borino) y gallinas (utrerana, pardo de León, castellana negra), así como unas casi cuarenta razas de perros autóctonos.
También hay razas domésticas en grave peligro de extinción y algunas ya extintas, como el cerdo dorado gaditano. [cita requerida]
Además, también hay especies autóctonas domésticas de reptiles y tortugas, aves como el canario, gatos, conejos y cobayas, mus musculus, loros, patos, ocas y gansos, caracoles y especies de peces (de estanque o de acuario) entre otros.

## Fauna alóctona

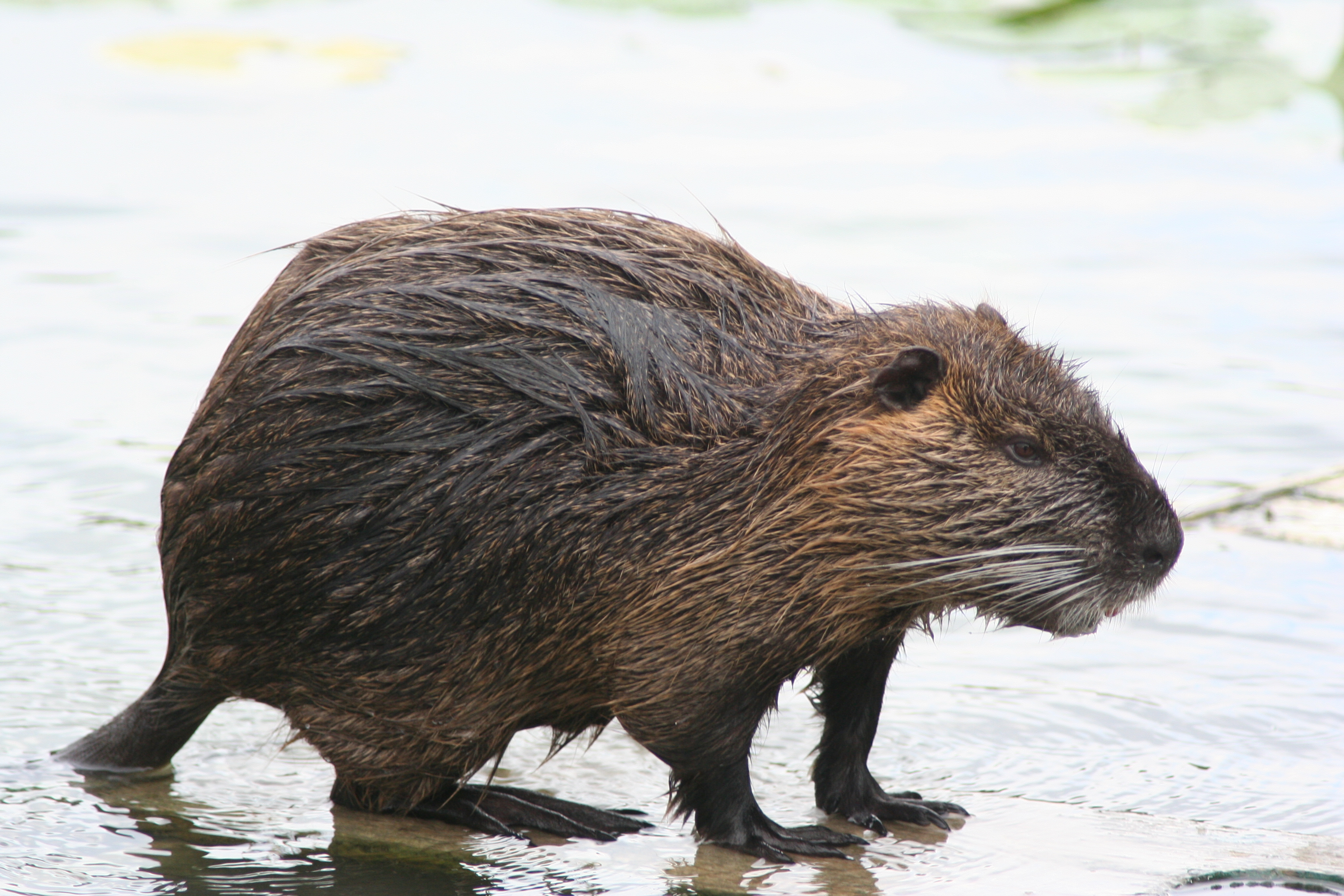
El Coipú ha sido introducido en la Península procedente de escapes de granjas peleteras

A lo largo de la historia, el ser humano ha introducido en España, como en muchas otras partes del mundo, diversas especies exóticas por diversos motivos. Algunas con fines cinegéticos, como el gamo en la época romana, o más recientemente, el muflón de Córcega y el arruí norteafricano. Otras porque escaparon de granjas peleteras (visón americano, coipú) o de las viviendas que las albergaban como animal de compañía, como las numerosas especies de cotorras australianas y sudamericanas como la cotorra argentina, hoy aclimatadas a parques y jardines urbanos.
Algunas especies ponen en peligro el equilibrio natural existente en su hábitat, como el voraz lucio. Otras han perjudicado a especies autóctonas semejantes: dos buenos ejemplos son los casos de la malvasía americana frente a la malvasía común, o el cangrejo de río rojo frente al autóctono. Las especies autóctonas ven reducidas sus poblaciones a costa de los recién llegados, como el visón europeo.
La situación en las Islas Canarias es especialmente preocupante, por su delicado equilibrio ecológico.

## Especies extintas
A lo largo de los siglos han desaparecido diversas especies y subespecies animales en España. Descartando las especies fósiles (Iberomesornis, Myotragus) o desaparecidas en la Edad Media (Zebro), se observa que la mayor parte se extinguieron en fechas relativamente recientes. Debido a la industrialización de los siglos XIX y XX muchas de ellas desaparecieron en esos siglos, como el bucardo, la cabra montés portuguesa, el ostrero unicolor canario o la foca monje, especie no extinta pero sí desaparecida de los enclaves de la geografía española donde estaba presente: isla de Lobos, Chafarinas, Islas Baleares.

## Galería

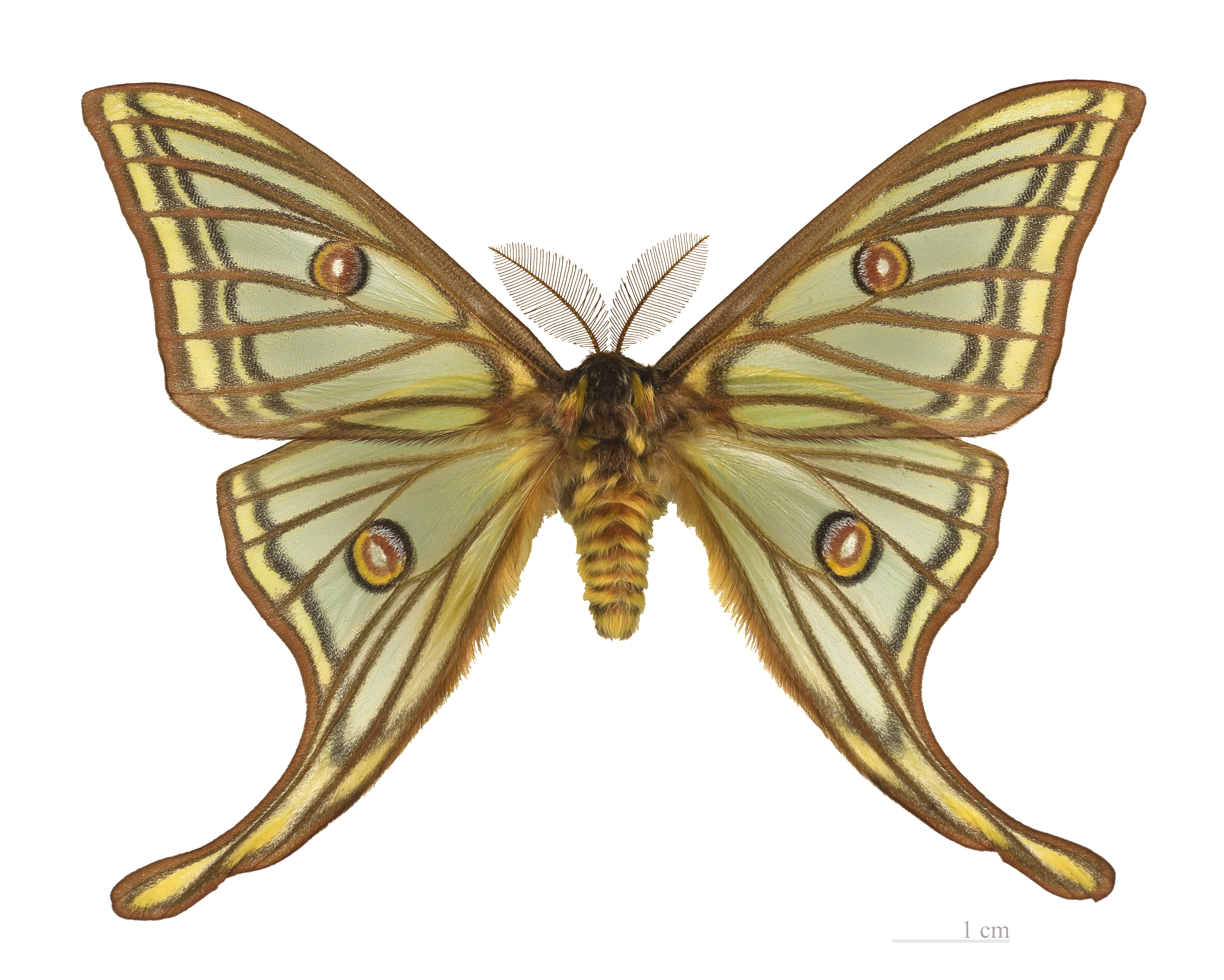
Mariposa isabelina
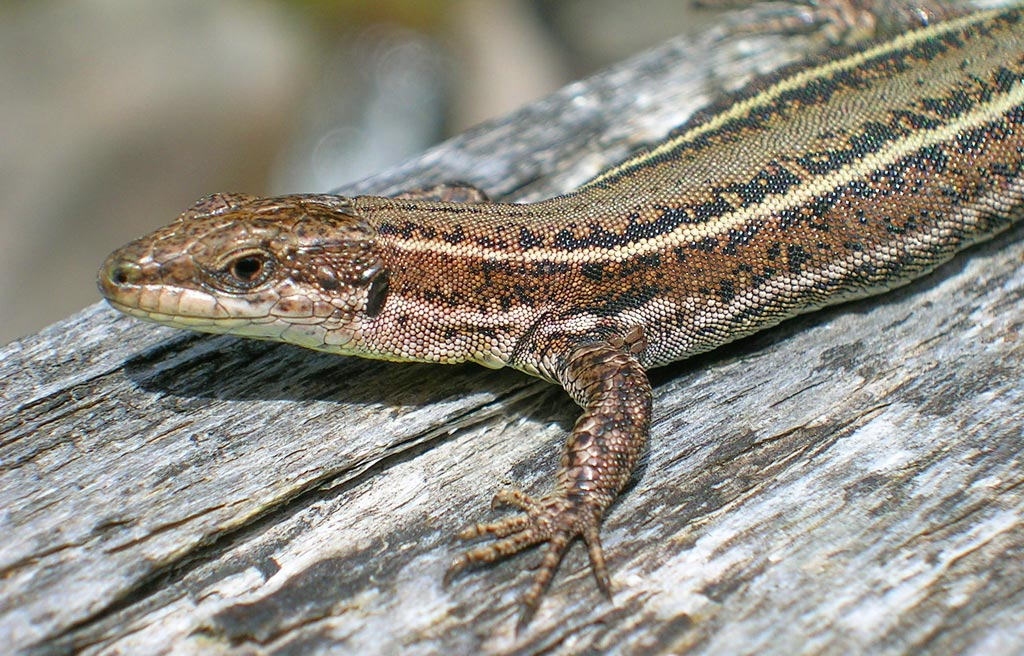
Lagartija ibérica
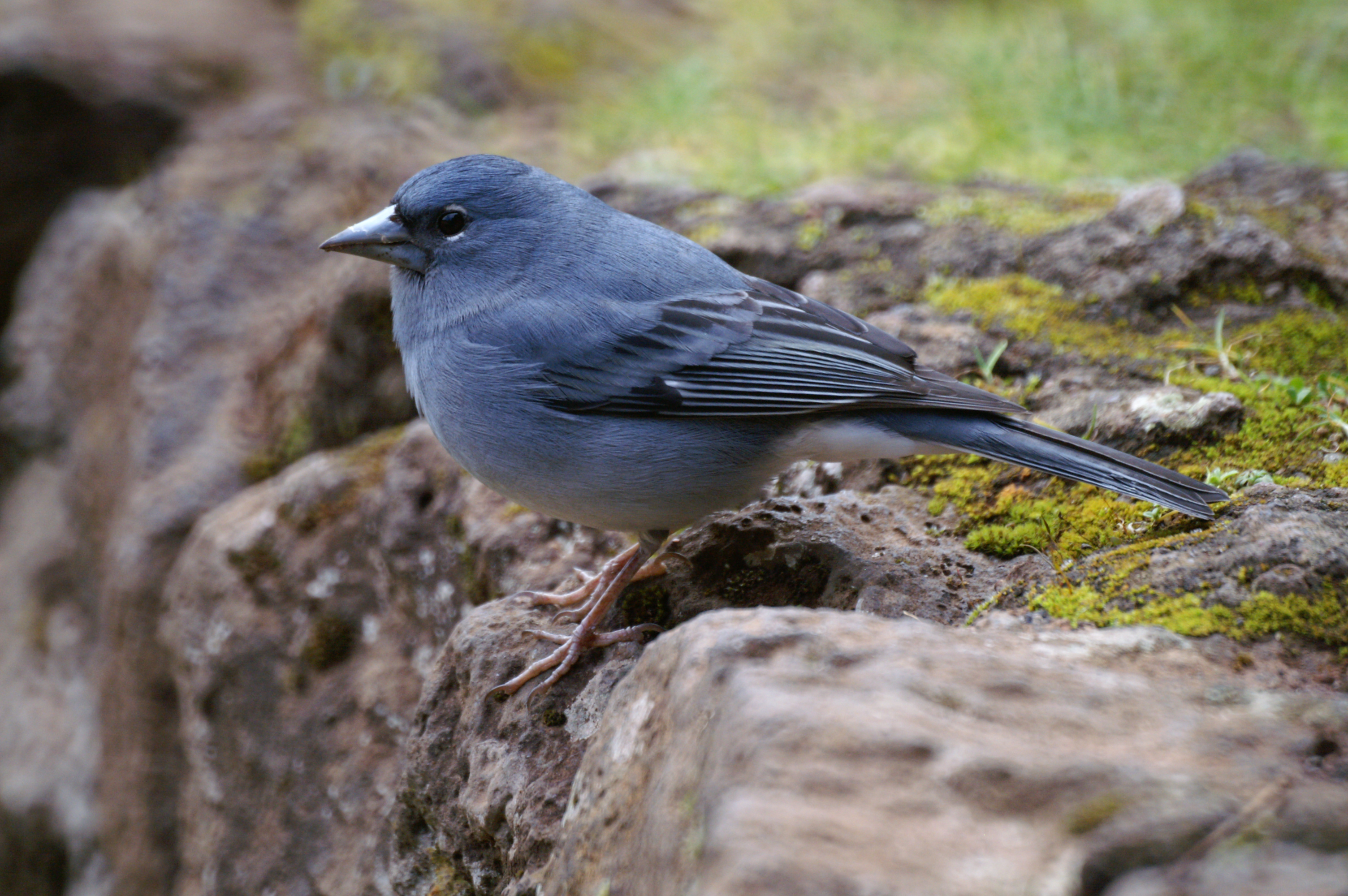
Pinzón azul del Teide
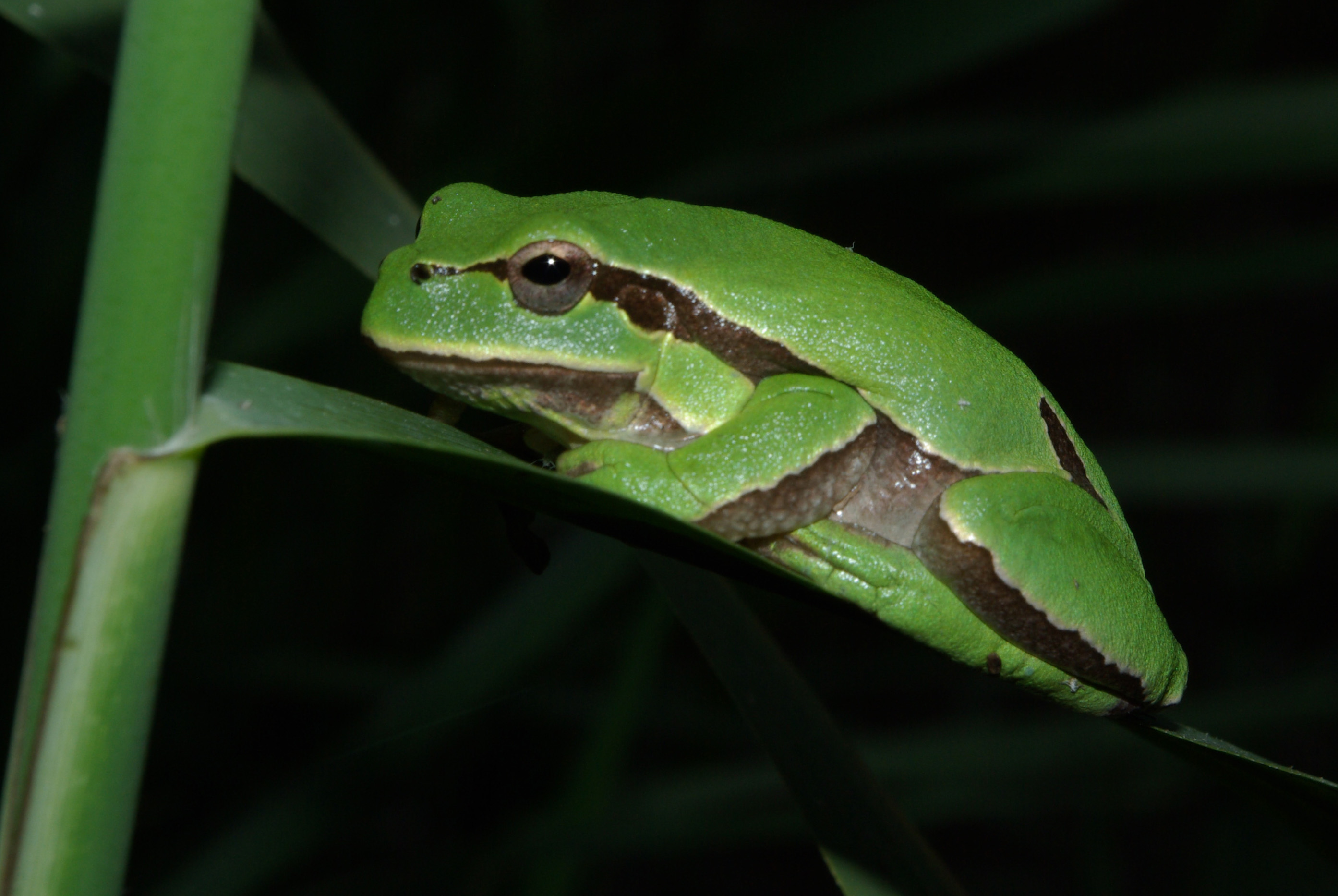
Ranita de San Antonio
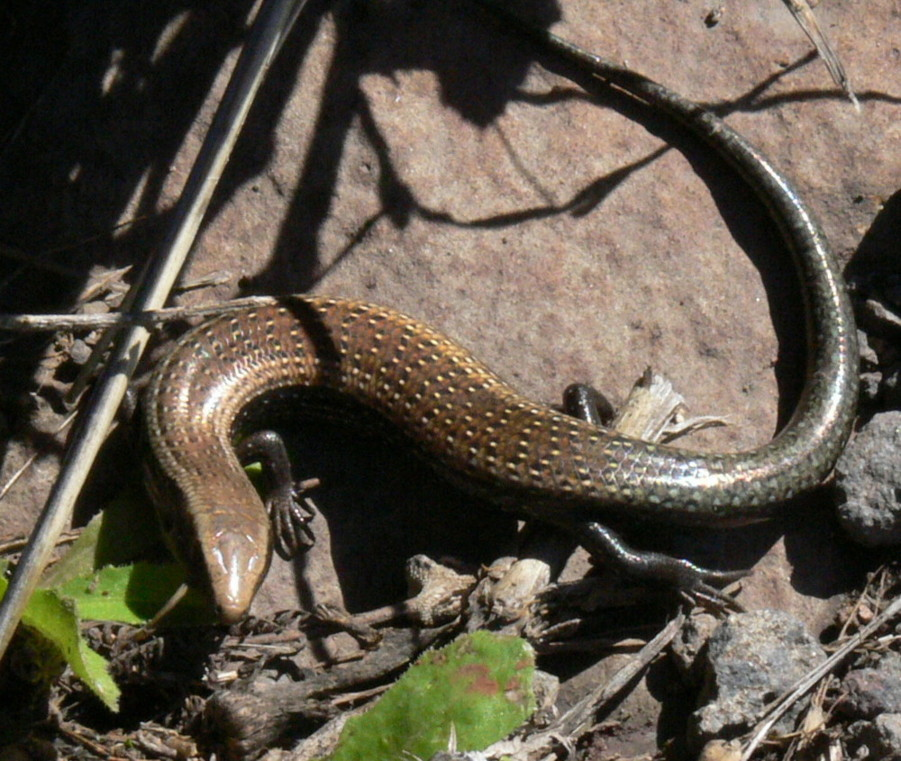
Lisa dorada en La Gomera
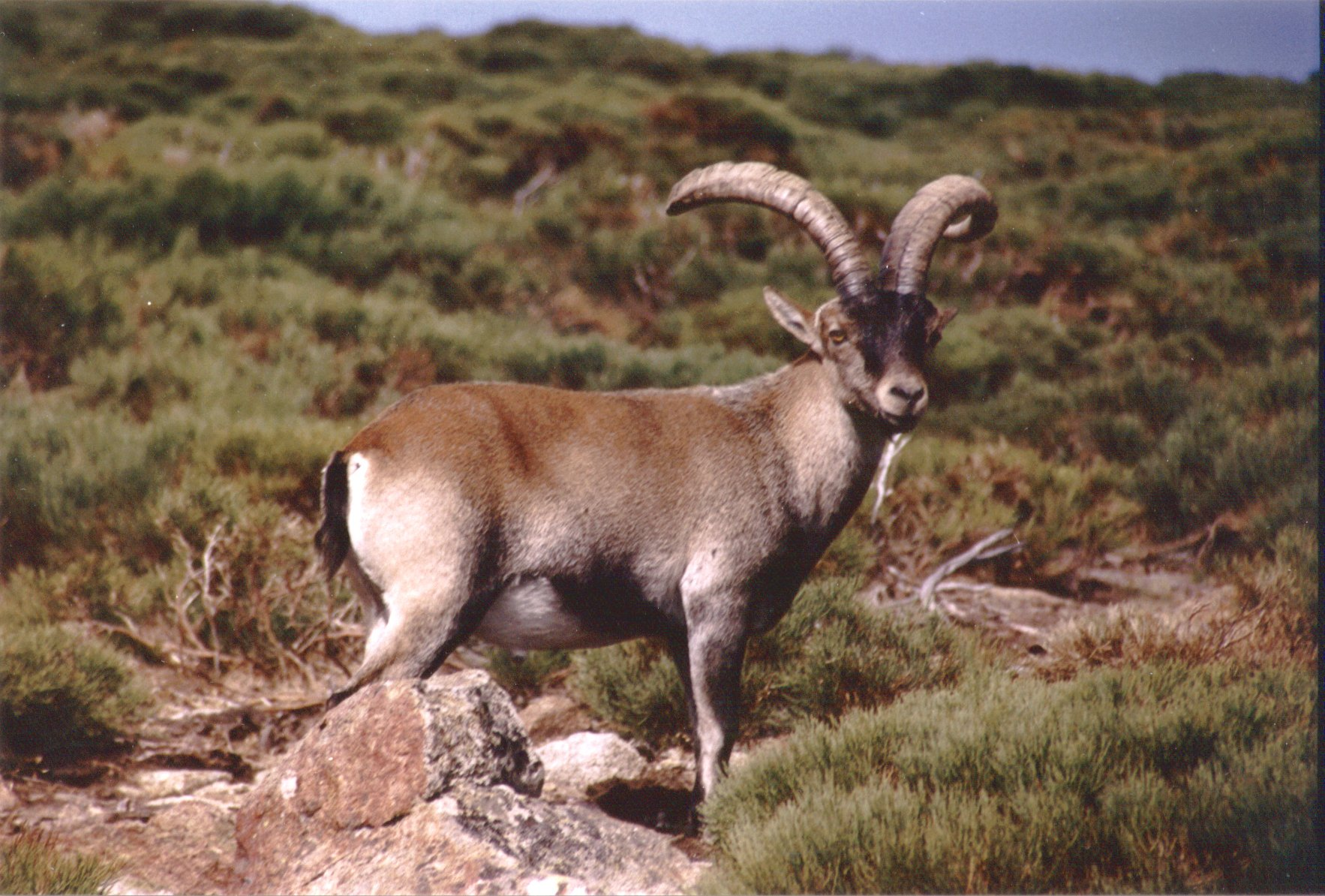
Cabra montesa
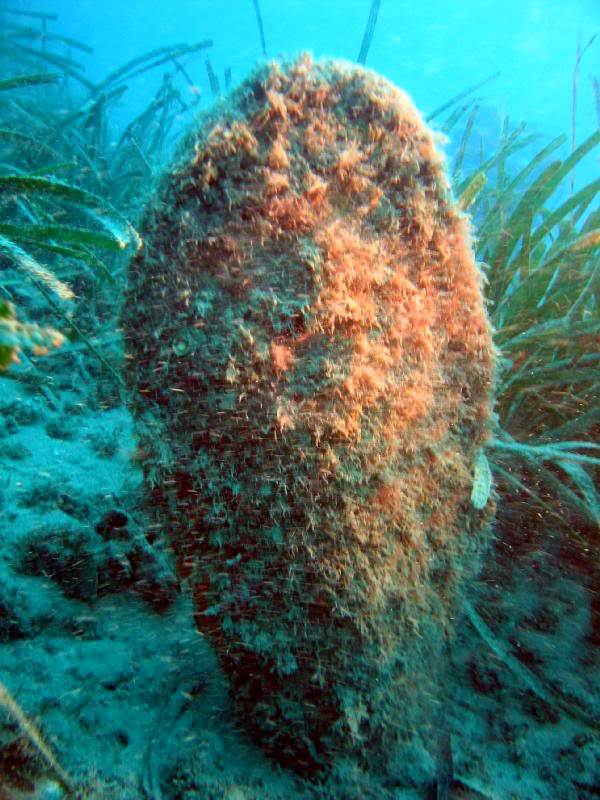
Nacra, en peligro crítico de extinción.
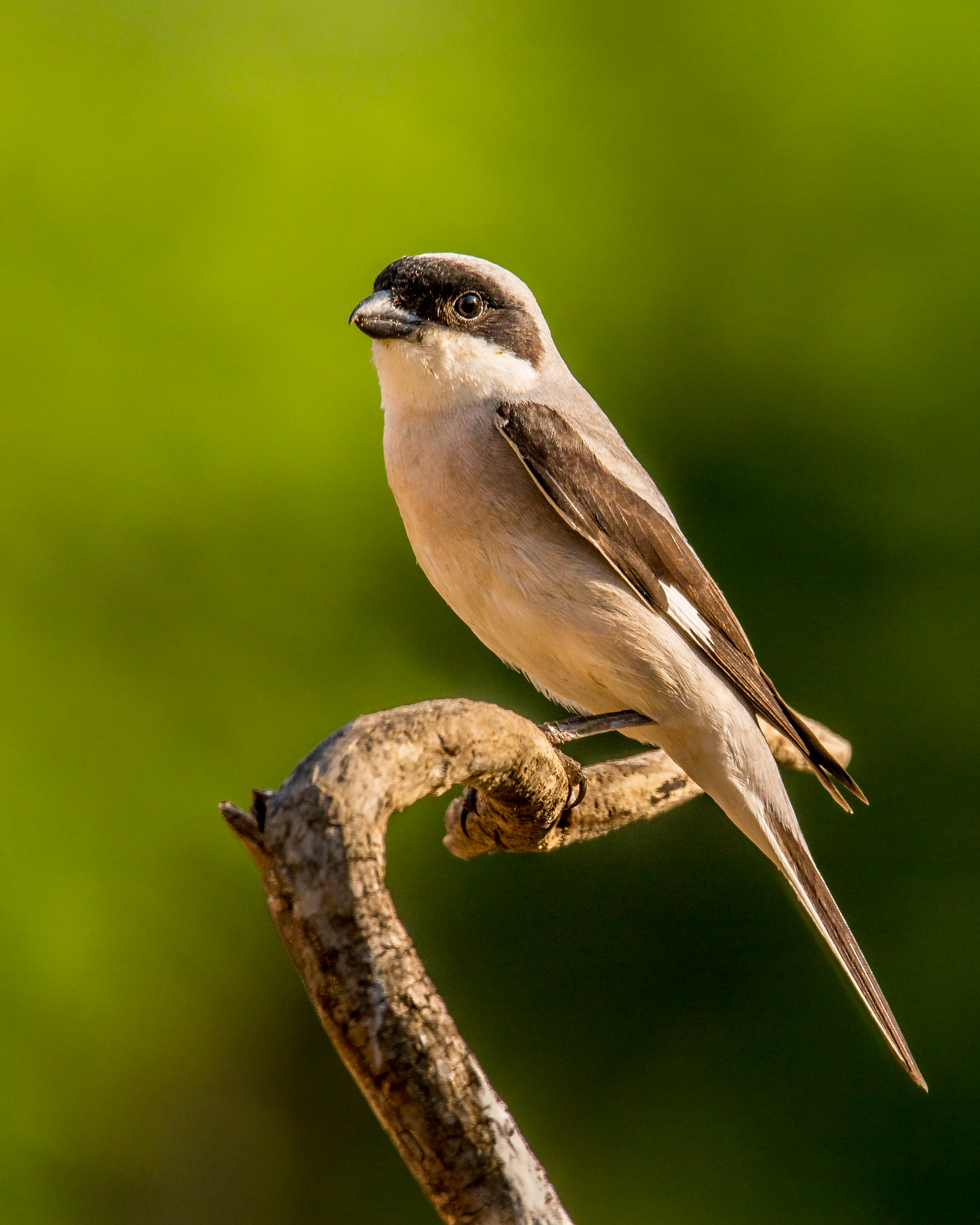
Alcaudón chico, en peligro de extinción en España
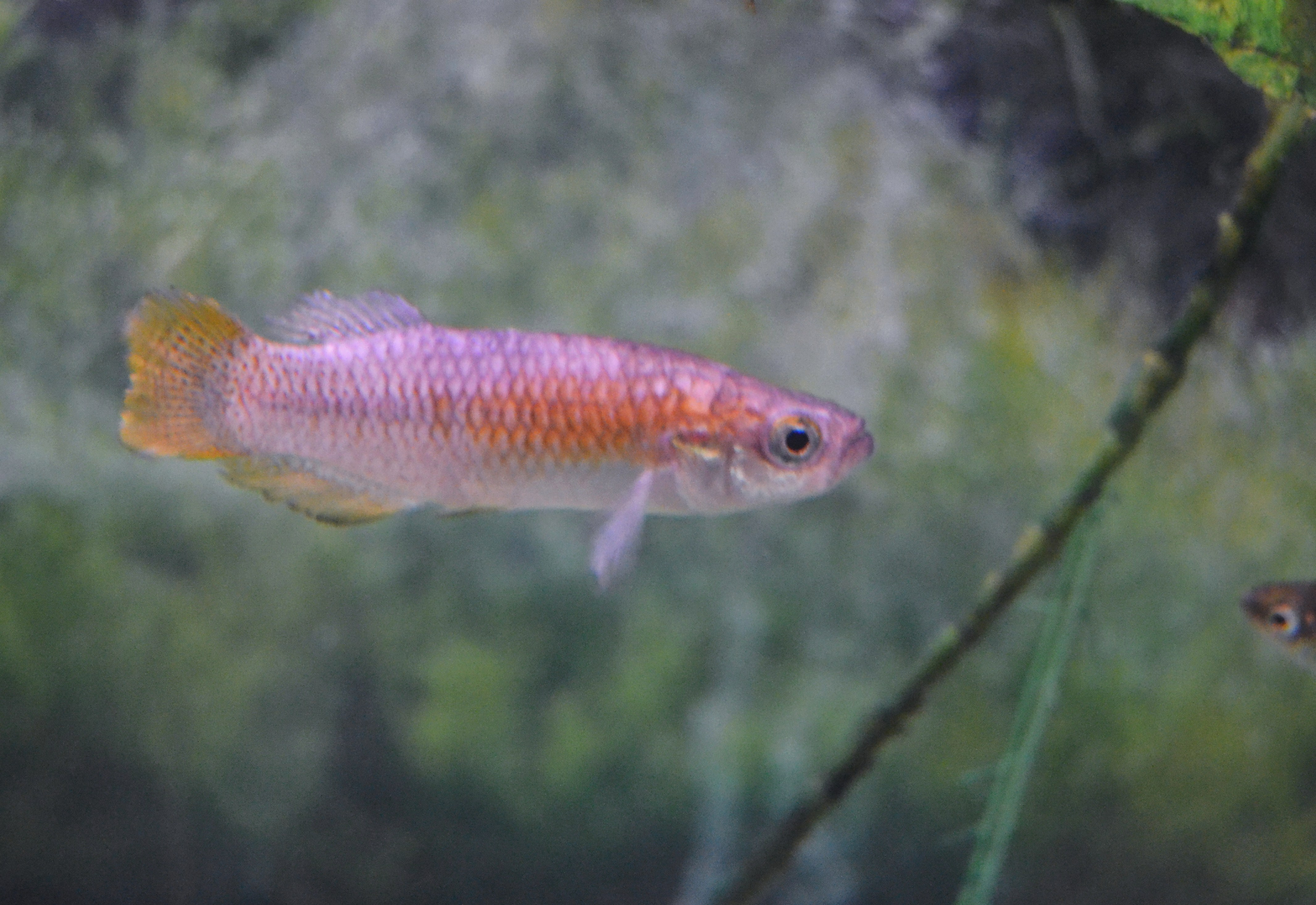
Samaruc, en peligro crítico de extinción.
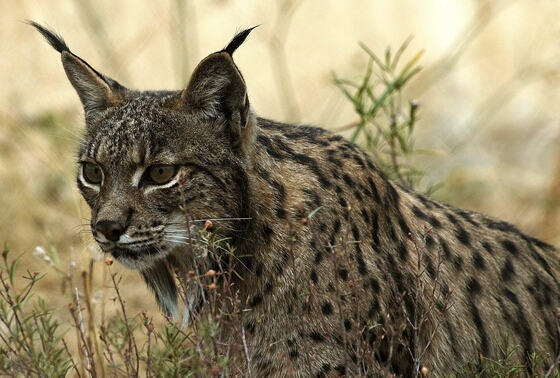
Lince ibérico, en peligro de extinción
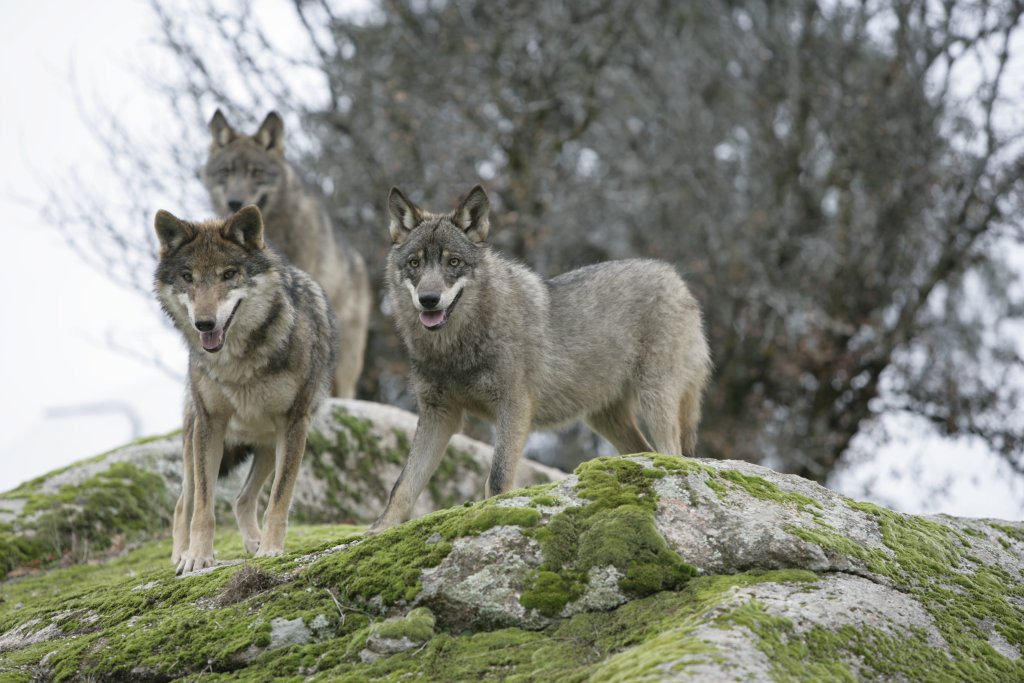
Manada de lobos.
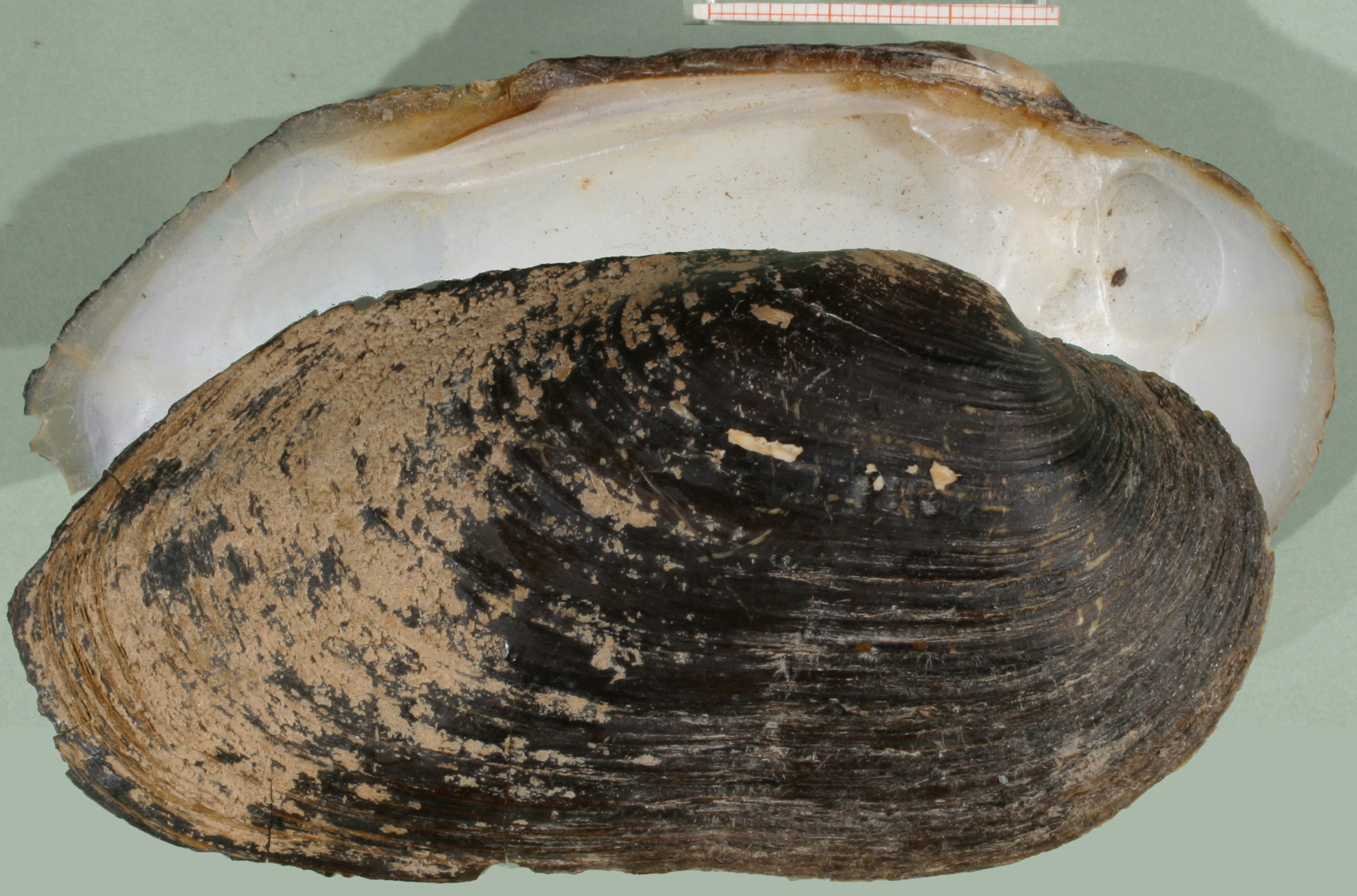
Náyade auriculada, en peligro crítico de extinción.
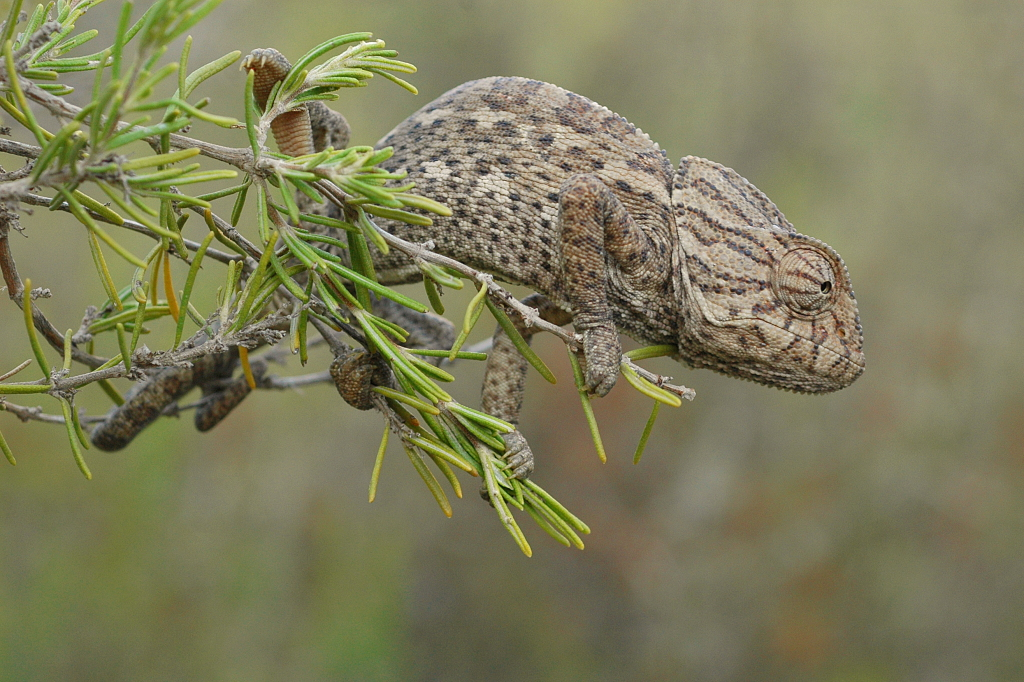
Camaleón
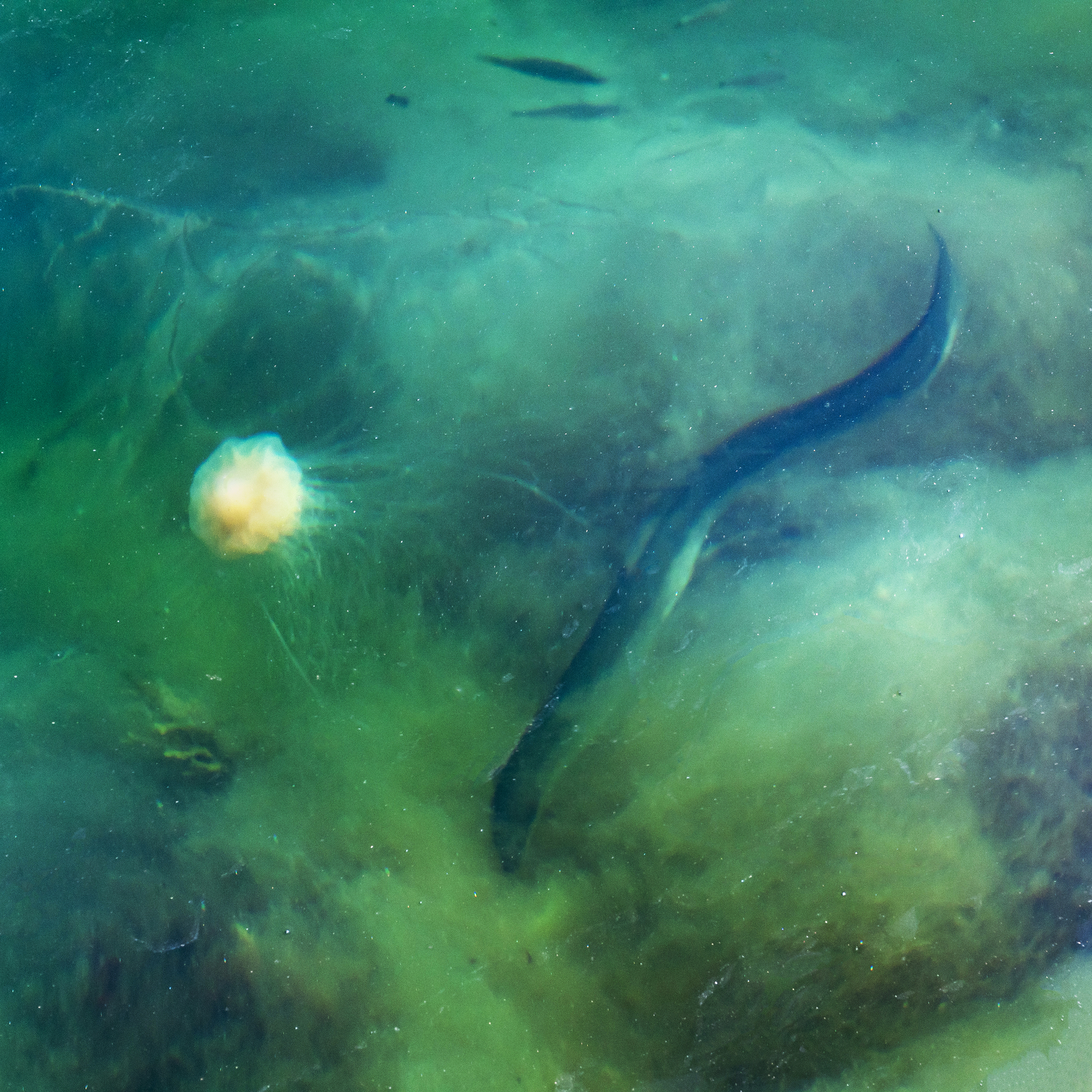
Anguila, en peligro crítico de extinción.
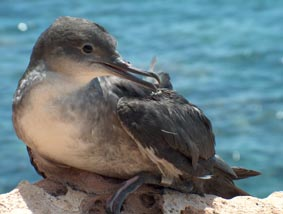
Pardela balear, en peligro crítico de extinción.
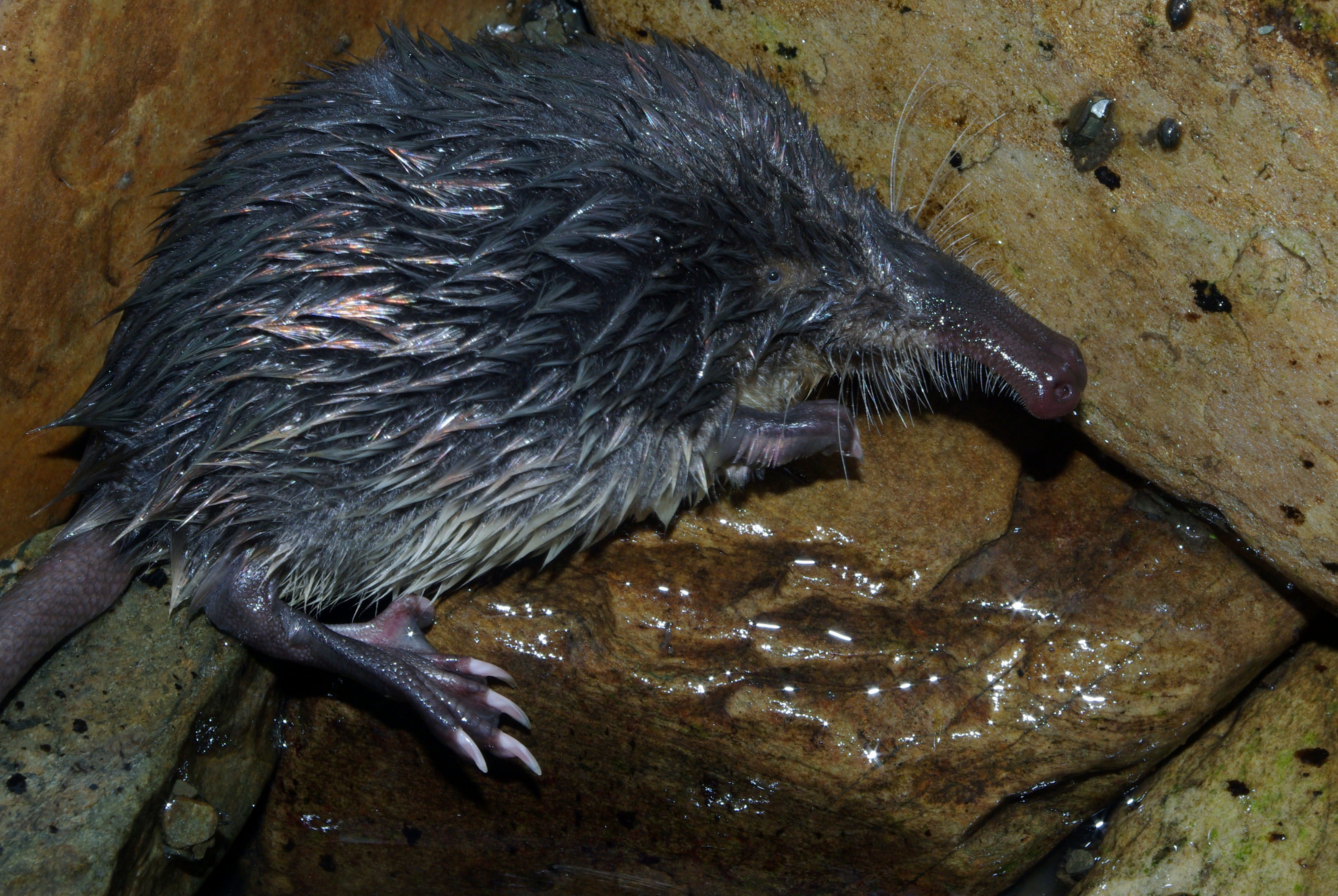
Desmán ibérico